# Jackie Jackson
Sigmund Esco "Jackie" Jackson, född 4 maj 1951 i Gary, Indiana, är en amerikansk musiker.
Jackie föddes som nummer två i den berömda syskonskaran Jackson. Han var med i familjebanden The Jackson Five och The Jacksons på 70- och 80-talet tillsammans med sina bröder Tito, Jermaine, Marlon, Michael och Randy. Hans systrar Rebbie, La Toya och Janet är även de sångerskor/artister.
Jackie Jackson hade ett romantiskt förhållande med Paula Abdul under 80-talet samtidigt som han var gift med Enid Jackson.

## Diskografi
- Jackie Jackson (1973)
- Be The One (1989)